# Eddie Miller (saxofonista)
Edward Raymond Müller (23 de junio de 1911-8 de abril de 1991) fue un músico de jazz de nacionalidad estadounidense, intérprete de saxofón tenor y clarinete.

## Biografía
Nacido en Nueva Orleans, Luisiana, inició su carrera profesional en su ciudad natal a los 16 años de edad, debutando para la industria discográfica en 1930. Trabajó para las orquestas de Ben Pollack y Bob Crosby, permaneciendo con este último hasta que el grupo se disgregó en 1942. 
Durante un breve tiempo, antes de ser llamado al servicio militar, tuvo una banda propia. Sin embargo, fue licenciado por motivos médicos, asentándose posteriormente en Los Ángeles. A partir de entonces trabajó con el clarinetista Pete Fountain (n. 1930), actuando en la mayor parte de espectáculos de Crosby y tocando también en clubs. Otro músico con el que tocó Miller fue el trompetista Al Hirt.
Miller también compuso canciones, siendo la más conocida Slow Mood, más tarde titulada Lazy Mood tras haberle puesto letra Johnny Mercer. En 1998, a Miller se le incorporó en el Salón de la Fama de las Big Band y el Jazz (The Big Band and Jazz Hall of Fame, 1978 – 2004).
Eddie Miller falleció en 1991 en el barrio de Van Nuys de Los Ángeles (California).